# کیریل پترنکو
کیریل گاریویچ پترنکو (به روسی: Кирилл Гарриевич Петренко، به انگلیسی: Kirill Garrievich Petrenko، به لاتین: Kirill Garrievič Petrenko؛ متولد ۱۱ فوریه ۱۹۷۲) رهبر ارکستر روسی-اتریشی است. وی از سال ۲۰۱۳ تا ۲۰۲۰ کارگردان موسیقی اپرای ایالت باواریا و از سال ۲۰۱۹ تا کنون رهبر ارکستر فیلارمونیک برلین (بعد از سایمون رتل) است.

## زندگی‌نامه
پترنکو در شهر اومسک، اتحاد جماهیر شوروی (روسیه کنونی) در خانواده‌ای موسیقی‌دان به دنیا آمد. پدرش ویولنیست و رهبر ارکستر، مادرش نیز موسیقی‌دان بود. او یهودی تبار است و پدرش در لویو (اکراین کنونی) به دنیا آمده بود. پترنکو در کودکی نوازندگی پیانو را فرا گرفت و اولین اجرای جدی خود را در حضور عموم به عنوان یک پیانیست، در سن ۱۱ سالگی انجام داد. او در  ۱۸ سالگی، بلافاصله پس از باز شدن مرزهای شوروی به همراه خانواده‌اش به اتریش مهاجرت کرد، جایی که پدرش در ارکستر سمفونیک فورآرلبرگ به عنوان یک ویولنیست نواخت. پترنکو بلافاصله تحصیلات خود را در کنسرواتوار ایالتی فورآرلبرگ (Vorarlberger Landeskonservatorium)، واقع در شهر فلدکیرش ایالت فورآرلبرگ آغاز کرد و طولی نکشید که با درجه شاگرد ممتاز در رشته نوازندگی پیانو فارغ‌التحصیل شد. او تحصیلات موسیقی خود را در وین و در دانشگاه موسیقی و هنرهای نمایشی وین ادامه داد، جایی که اساتیدی مانند اوروس لایوویچ (Uroš Lajovic) در آن مشغول به تدریس بودند. از دیگر اساتید رهبری و آموزگاران او می‌توان به میونگ وون چونگ (Myung-whun Chung)، ادوارد داونز (Edward Downes)، پیتر اوتوش (Péter Eötvös)، فردیناند لایتنر (Ferdinand Leitner)، روبرتو کارنواله (Roberto Carnevale) و سمیون بیچکوف (Semyon Bychkov) اشاره کرد. در ۲۲ ژوئن سال ۲۰۱۵، پترنکو به فیلارمونیک برلین به عنوان رهبر ارکستر مهمان دعوت شد؛ و در ۱۹ آگوست سال ۲۰۱۹ به عنوان رهبر ارکستر فیلارمونیک برلین انتخاب شد و جانشین سایمون رتل بزرگ شد. او برای اولین اجرا خود، به عنوان افتتاحیهٔ رهبر ارکستر جدید فیلارمونیک برلین را با سمفونی شماره ۹ بتهوون و در مقابل دروازه براندنبورگ، در ۲۳ آگوست سال ۲۰۱۹ آغاز و رهبری نمود. کیریل پترنکو در پاسخ به حمله روسیه به اوکراین در ۲۴ فوریه ۲۰۲۲، با اوکراین ابراز همدردی و همبستگی کرد، و آن را «حمله موذیانه و مغایر با قوانین بین المللی ولادمیر پوتین علیه اوکراین» خواند، و آن را به عنوان «خنجری در پشت تمامیت صلح جهانی» تشبیه کرد. وی در سپتامبر سال ۲۰۲۳، توسط مجموعه ای متشکل از منتقدان بین المللی که توسط یک سایت نقد موسیقی معتبر گردهم آمده بودند، به عنوان بهترین رهبر ارکستر حال حاضر جهان انتخاب شد.